# OneFuzz
OneFuzz는 마이크로소프트에서 나온 플랫폼 간 자유·공개 소프트웨어인 퍼지 테스트 프레임워크다. 이 소프트웨어는 출시 전에 컴퓨터 소프트웨어의 약점을 확인하기 위한 개발자 기반의 퍼지 연속 테스트를 활성화한다.

## 개요
OneFuzz는 보안 문제가 될 수도 있는 소프트웨어 버그를 자동으로 감지하는 서비스 플랫폼으로서 자체 호스팅하는 퍼징 테스트이다. 윈도우와 리눅스를 지원한다.
주목할 만한 기능으로는 구성이 용이한 퍼징 테스트 워크플로, 기본 제공되는 앙상블 퍼징 테스트, 프로그래매틱 심사에 의한 중복 제거, 충돌 보고 알림 콜백, 그리고 주문형 라이브 디버깅의 충돌 발견이 포함되어 있다. 명령줄 인터페이스 클라이언트는 파이선 3으로 작성됐고, 파이선 3.7 이상을 대상으로 한다.
마이크로소프트는 엣지, 윈도우, 그리고 회사의 다른 제품들을 검색하기 위해 OneFuzz 테스트 프레임워크를 사용한다. 이는 이전의 마이크로소프트 보안 위험 감지 소프트웨어 테스트 메커니즘을 바꿨다.
소스 코드는 2020년 9월 18일에 출시되었다. OneFuzz는 MIT 라이선스에 따라 사용이 허가되고 깃허브에 호스팅된다.

## 같이 보기
- 자동화 테스트
- 임의 테스트
- American fuzzy lop (퍼저)
- DynamoRIO
- Pin (컴퓨터 프로그램)